# Aki (Kōchi)
Pour les articles homonymes, voir Aki.
Aki (安芸市, Aki-shi) est une ville située dans la préfecture de Kōchi, au Japon.

## Géographie

### Situation
Aki est située dans le nord-est de la préfecture de Kōchi. Elle est bordée par l'océan Pacifique au sud.

### Municipalités limitrophes
| Kami   | Kami            | Naka     |
| Kōnan  | Aki             | Umaji    |
| Geisei | océan Pacifique | Kitagawa |

### Démographie
En avril 2019, la population d'Aki s'élevait à 17 266 habitants, répartis sur une superficie de 317,21 km2.

### Climat
Aki a un climat subtropical humide avec des étés chauds et humides et des hivers frais. Les précipitations sont importantes tout au long de l'année, notamment en juin et juillet. La température annuelle moyenne est de 17,4 °C. Les précipitations annuelles moyennes sont de 2 099,5 mm, juin étant le mois le plus humide.

## Histoire
La ville moderne d'Aki a été fondée le 1er août 1954.

## Transports
Aki est desservie par la ligne Asa de la compagnie privée Tosa Kuroshio Railway.

## Personnalités liées à la municipalité
- Iwasaki Yatarō (1835-1885), industriel
- Ryūtarō Hirota (1892-1952), compositeur
- Yūkei Teshima (1901-1987), calligraphe